# Stary Gierałtów

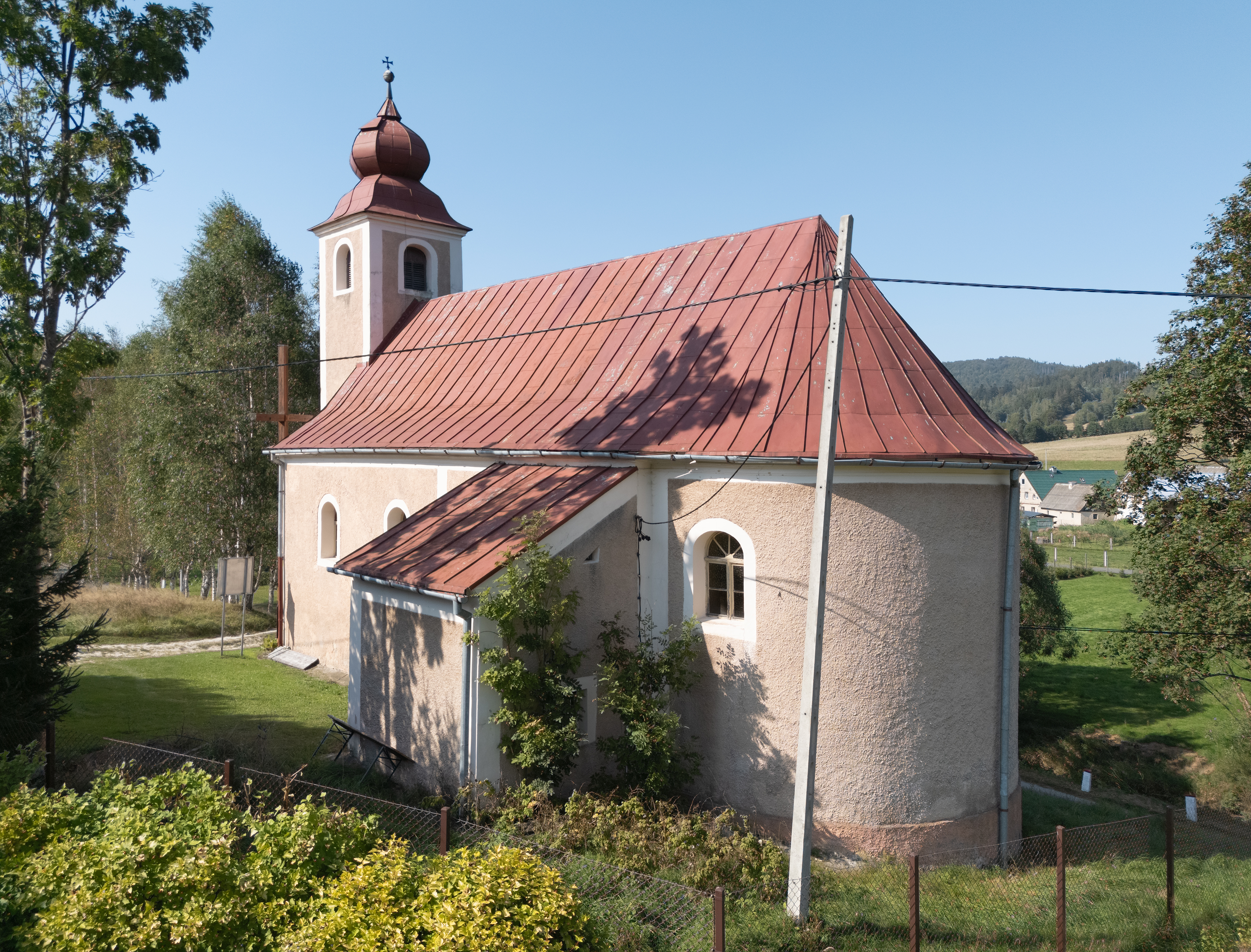
St.-Michael-Kirche

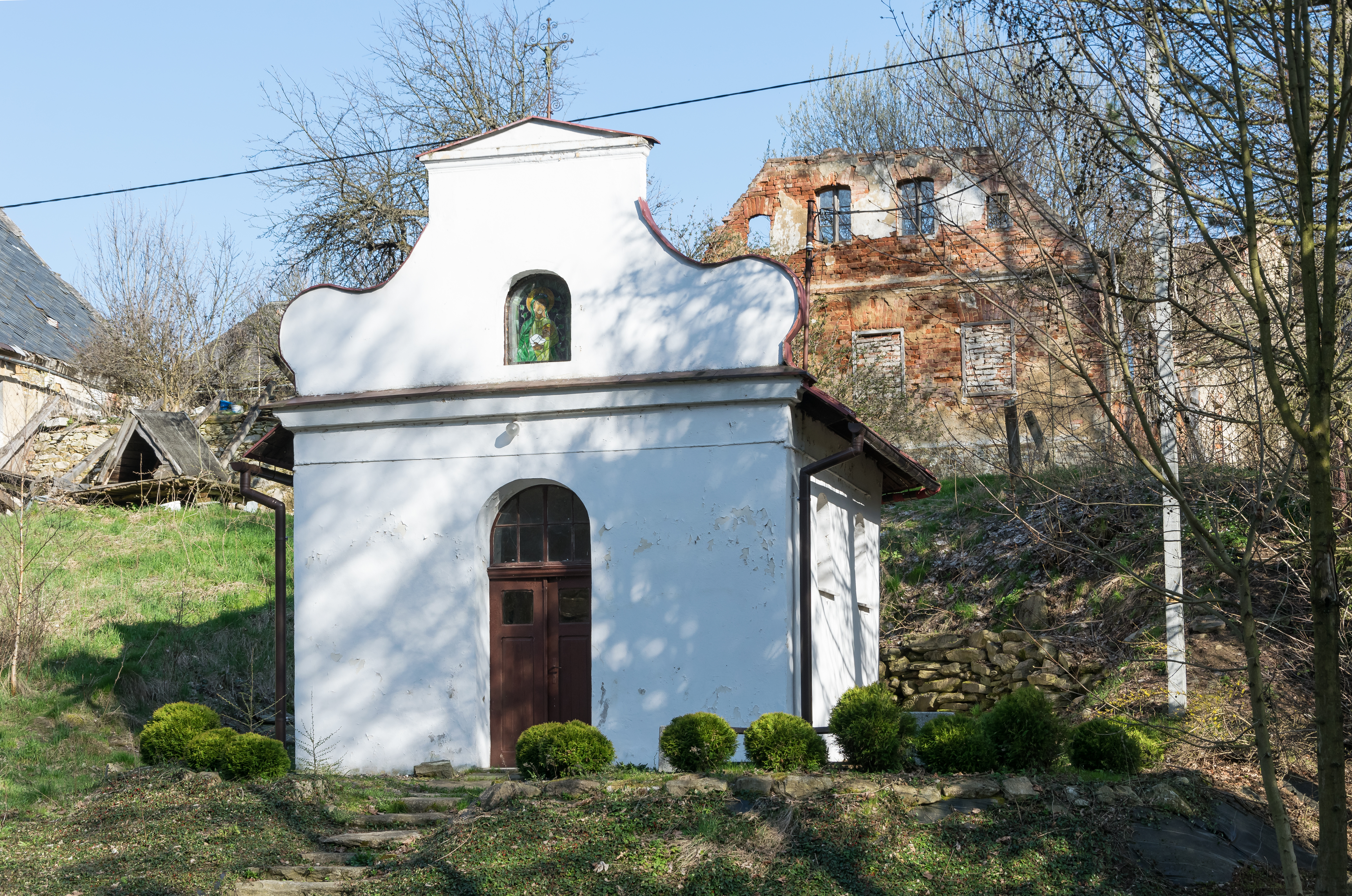
Wegkapelle

Stary Gierałtów ([ˈstarɨ ɟɛˈraʊ̯tuf] deutsch: Altgersdorf, auch Alt Gersdorf) ist ein Ort in der Stadt- und Landgemeinde Stronie Śląskie (Seitenberg) im Powiat Kłodzki der Woiwodschaft Niederschlesien in Polen. Es liegt fünf Kilometer südwestlich von Lądek-Zdrój (Bad Landeck).

## Geographie
Stary Gierałtów liegt im Südosten des Glatzer Kessels zwischen dem Reichensteiner Gebirge und Bielengebirge. Durch den Ort fließt die Landecker Biele (polnisch Biała Lądecka). Nachbarorte sind Karpno (Karpenstein) im Norden, Nowy Gierałtów (Neugersdorf) und Bielice (Bielendorf) im Südosten, Goszów (Gompersdorf) im Südwesten und Stójków (Olbersdorf) im Nordwesten. Jenseits der Grenze liegen in Tschechien die Ortschaften Zálesí (Waldek) und Nové Vilémovice (Neu Wilmsdorf) im Nordosten sowie Hraničky (Gränzdorf) und Nová Véska (Neudörfel) im Osten. Nordöstlich erhebt sich der 766 m hohe Trojak (Dreiecker), südlich liegt das Bielengebirge.

## Geschichte
„Geraczdorf“ wurde erstmals 1346 urkundlich erwähnt; 1418 ist es in der Schreibweise „Gerhardsdorf“ und 1632 als „Altgirßdorf“ belegt. Es gehörte von Anfang an zur Burg und Herrschaft Karpenstein im Glatzer Land. Schon für das 14. Jahrhundert ist ein Freirichtergut belegt. Nach der Zerstörung der Burg Karpenstein 1443 fiel es als königliches Gut an die Böhmische Kammer. Während der Reformation bekannte sich die Bevölkerung zum lutherischen Glauben. Nach der Schlacht am Weißen Berg und der Rückeroberung der Grafschaft Glatz 1622/1623 durch die Kaiserlichen wurde die Rekatholisierung der Bewohner durchgeführt.
Nach dem Ersten Schlesischen Krieg 1742 und endgültig mit dem Hubertusburger Frieden 1763 fiel Altgersdorf zusammen mit der Grafschaft Glatz an Preußen. Nach der Neugliederung Preußens gehörte Altgersdorf ab 1815 zur Provinz Schlesien und war zunächst dem Landkreis Glatz und ab 1818 dem neu gebildeten Landkreis Habelschwerdt eingegliedert, mit dem es bis 1945 verbunden blieb. Ab 1874 war die Landgemeinde Altgersdorf Sitz des Amtsbezirk Gersdorf, zu dem die Landgemeinden Altgersdorf, Bielendorf, Gompersdorf, Mühlbach und Neugersdorf gehörten. 1939 wurden 662 Einwohner gezählt.
Als Folge des Zweiten Weltkriegs fiel Altgersdorf 1945 an Polen und wurde in Stary Gierałtów umbenannt. Die deutsche Bevölkerung wurde 1946 vertrieben. Die neu angesiedelten Bewohner waren zum Teil Vertriebene aus Ostpolen, das an die Sowjetunion gefallen war. Viele der Neusiedler verließen in den nächsten Jahrzehnten Stary Gierałtów wieder, wodurch zahlreiche Häuser und Gehöfte dem Verfall preisgegeben wurden. In den 1990er Jahren betrug die Einwohnerzahl rund die Hälfte der Einwohner von 1939. 1975–1998 gehörte Stary Gierałtów zur Woiwodschaft Wałbrzych (Waldenburg).

## Sehenswürdigkeiten
- Die Kirche mit dem Patrozinium des hl. Erzengel Michael wurde 1798 errichtet und im Barockstil ausgestattet.
- Mehrere Wegkapellen und Wegkreuze.